# Каунти Лајн (Алабама)
Каунти Лајн (енгл. County Line) град је у америчкој савезној држави Алабама. По попису становништва из 2010. у њему је живело 258 становника.

## Демографија
Према попису становништва из 2010. у граду је живело 258 становника, што је 1 (0,4%) становника више него 2000. године.
| Група             | 2000.       | 2010.       |
| Белци             | 243 (94,6%) | 242 (93,8%) |
| Афроамериканци    | 7 (2,7%)    | 3 (1,2%)    |
| Азијати           | 0 (0,0%)    | 3 (1,2%)    |
| Хиспаноамериканци | 3 (1,2%)    | 1 (0,4%)    |
| Укупно            | 257         | 258         |